# Elżbieta Ficowska
Elżbieta Ficowska (ur. 5 stycznia 1942 w Warszawie) – polska działaczka społeczna, pedagożka, autorka książek dla dzieci, które wydawała pod nazwiskiem Elżbieta Bussold. Posługiwała się też pseudonimem Irena Borowiecka. 
W latach 2002–2006 przewodnicząca Stowarzyszenia Dzieci Holocaustu.

## Życiorys
Urodziła się w getcie warszawskim jako Elżbieta Koppel, córka Josela i Heni z domu Rochman. Z inicjatywy Ireny Sendlerowej jako półroczne niemowlę została przewieziona na aryjską stronę w drewnianej skrzynce, ukrytej na wozie pełnym cegieł. Jej „metryką” jest srebrna łyżeczka, z wygrawerowanym imieniem i datą urodzenia. Jej matka zginęła 3 listopada 1943 r. w obozie w Poniatowej wraz ze wszystkimi więźniami tego obozu. Ojciec zginął ponad rok wcześniej na warszawskim Umschlagplatzu – zastrzelony na peronie w chwili, gdy odmówił wejścia do wagonu. Została adoptowana i wychowana przez Stanisławę Bussoldową, położną współpracującą z Żegotą i osobiście z Sendlerową. Wówczas została również ochrzczona w obrządku rzymskokatolickim. O swoim pochodzeniu dowiedziała się przypadkiem jako 17-letnia uczennica. W 1970 r. ukończyła studia na Wydziale Psychologii i Pedagogiki Uniwersytetu Warszawskiego.
Jako Elżbieta Bussold napisała m.in. słuchowiska radiowe, wydane później jako audiobooki oparte na tekstach Marii Kownackiej (Plastusiowy pamiętnik), Hansa Christiana Andersena, Rudyarda Kiplinga i innych. Pod pseudonimem Irena Borowiecka napisała opowiadanie Podanie, czyli wakacje w Sosnowiance. Opowiadanie to było drukowane w trzech odcinkach w wydawanym w Paryżu miesięczniku Kultura w 1977 r.
Od połowy lat 70. XX wieku była związana z opozycją demokratyczną w Polsce. Współpracowała z Niezależną Oficyną Wydawniczą NOWA, pracowała w Komitecie Prymasowskim, była łącznikiem między Komitetem Prymasowskim a internowanymi robotnikami w Ursusie. Współpracowała z Jackiem Kuroniem w ramach Komitetu Obrony Robotników. W okresie sprawowania przez niego teki ministra pracy i polityki socjalnej w rządzie Tadeusza Mazowieckiego była jego doradcą i rzecznikiem prasowym.
W latach 2002–2006 pełniła funkcję przewodniczącej Stowarzyszenia Dzieci Holocaustu. Zajmowała się m.in. edukowaniem społeczeństwa, a w szczególności młodzieży na temat historii Holocaustu i innych związanych z tym tematem działań. Jest członkinią Komitetu Wspierania Muzeum Historii Żydów Polskich Polin w Warszawie.
W 2006 roku Elżbieta Ficowska została odznaczona Krzyżem Oficerskim Orderu Odrodzenia Polski za działalność opozycyjną.
Była żoną Jerzego Ficowskiego (ślub w 1968 r.), z którym ma córkę Annę.